# 三才站
三才站（日语：／ Sansai eki */?）是位於長野縣長野市大字三才，屬於信濃鐵道的北信濃線車站。東日本旅客鐵道飯山線的列車會從豐野站行經此站，並駛入北信濃線的長野站。

## 歷史
- 1958年（昭和33年）1月8日[1]：日本國有鐵道停車場啟用[4]（當初，只有飯山線普通列車停站，所有信越本線全列車均通過[1]）。
- 1966年（昭和41年）10月1日：由於車站開始有許多來自長野工業高等專門學校（1963年創立）的學生使用此站，因此升級為車站。飯山線、信越本線兩線列車均停此站。
- 1981年（昭和56年）6月29日：在20時49分從長野站出發的飯山線下行前往戶狩站(現時為戶狩野澤溫泉站)的普通列車行經此站時，由於車站職員沒有轉換轉轍器和駕駛員忽視信號，因此進入了安全側線，然後發生出軌事故[5]。
- 1987年（昭和62年）4月1日：伴隨國鐵分割民營化，車站由東日本旅客鐵道（JR東日本）營運[4]。
- 2003年（平成15年）：成為業務委托車站，委托JR東日本集團旗下的信濃企業負責車站業務。
- 2009年（平成21年）7月27日：在閘口外新設紀念拍攝用的站名牌。在站內也有紀念拍攝處[1]。
- 2015年（平成27年）3月14日 - 隨著北陸新幹線延伸至金澤[6][7]。此站由信濃鐵道管理[3]，同時車站業務委托了長野市負責[2]。

## 車站構造

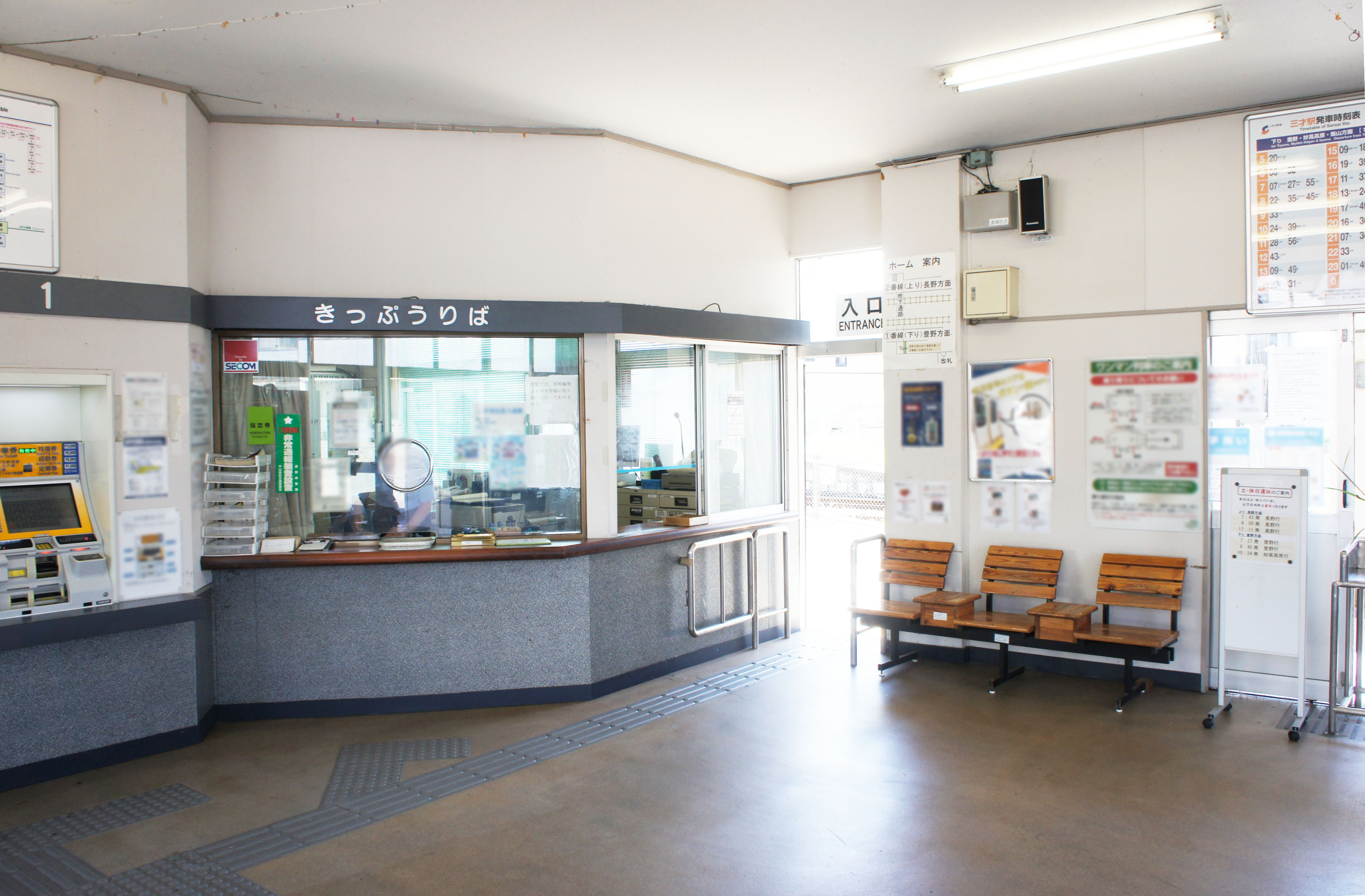
驗票口（2021年8月）
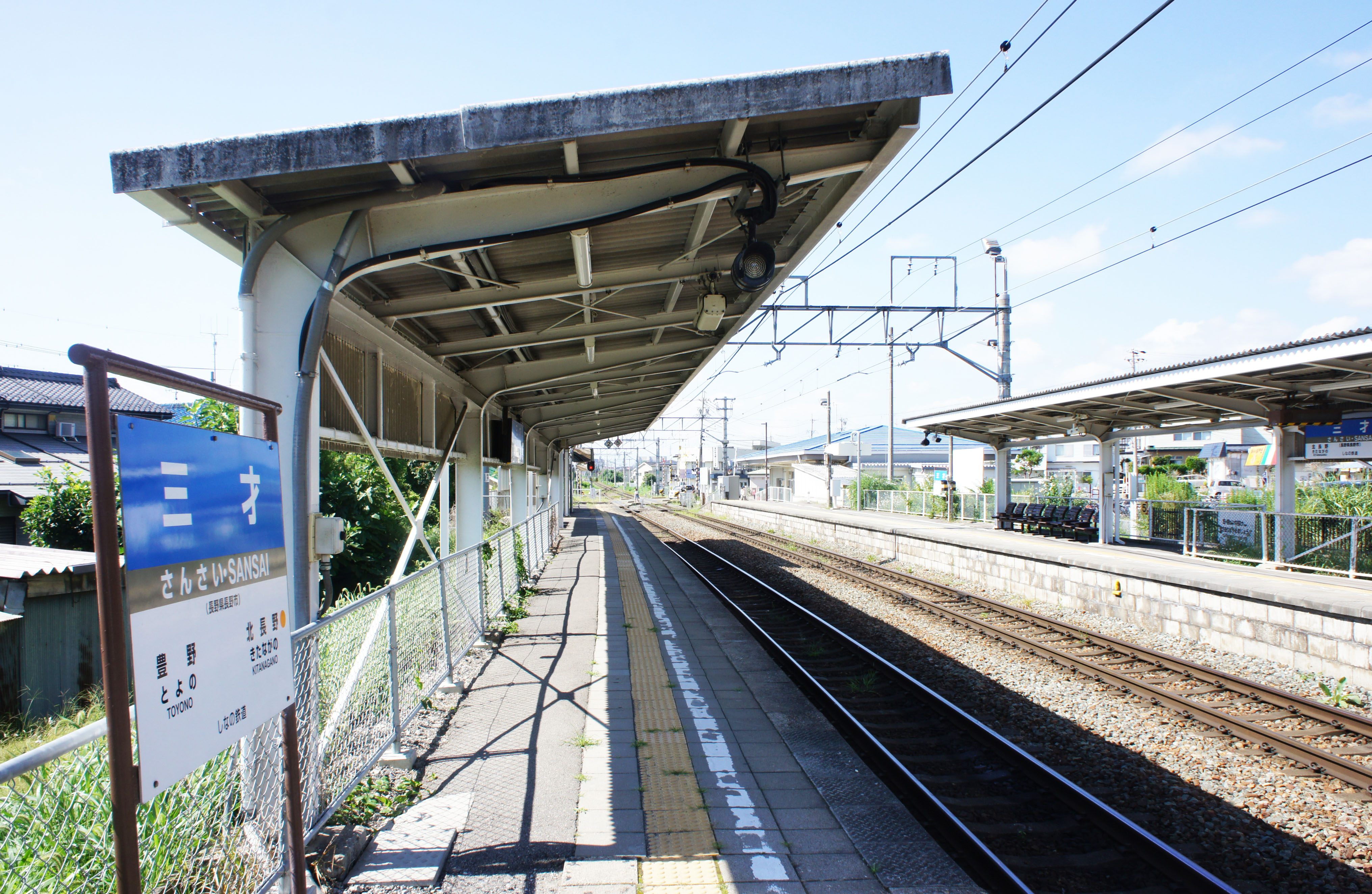
月台（2021年8月）
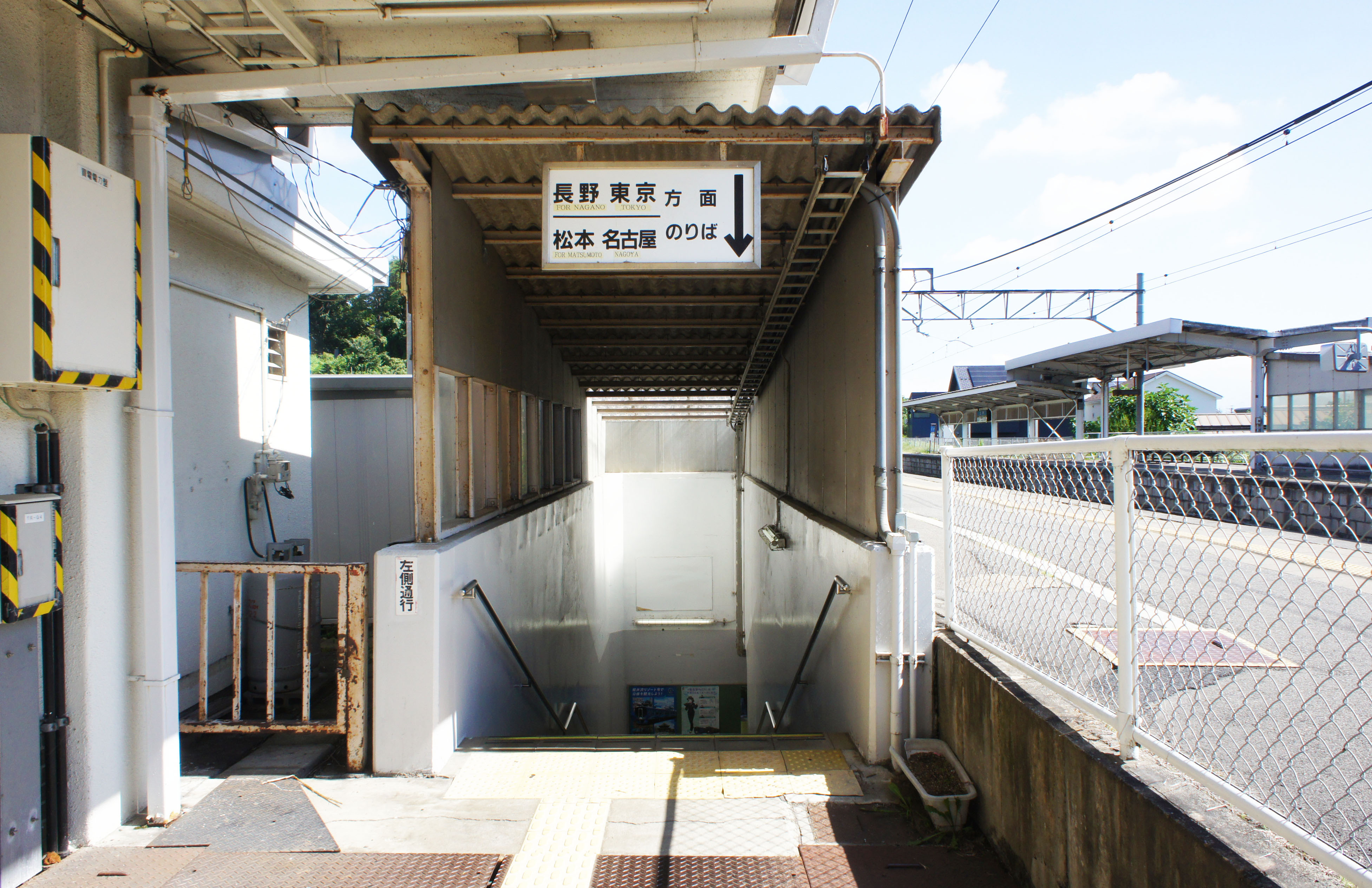
地下通道（2021年8月）

此站是地面車站，設有2面2線的相對式月台，下行月台則鄰接站房。由於此站位於單線鐵路區間，加上飯山線會駛入此站，因此大多數時間都會進行列車交會。在長野站一方設有站內平交道遺址，現時各月台之間透過地下通道連接。
在北陸新幹線延伸至金澤後，此站由JR東日本改由信濃鐵道負責管理。此站在被接管前設有綠色窗口，信濃鐵道接管後則成為委托長野市負責車站業務的業務委託車站。站內設有售票櫃臺，由於沒有售票終端機，因此只可發售企劃券，乘車券、回數券和定期券可在自動售票機購買。
由於此站的站名日文「三才」可解作為「三歲」，因此吸引了攜同小孩的觀光客，有部分日子會售出100個以上的紀念入場券。

### 月台
| 月台 | 路線                      | 上下行 | 方向                       |
| ---- | ------------------------- | ------ | -------------------------- |
| 1    | ■北信濃線                 | 下行   | 豐野、妙高高原方向         |
| 1    | ■飯山線                   | 下行   | 戶狩野澤溫泉、越後川口方向 |
| 2    | ■北信濃線 （■包括飯山線） | 上行   | 長野方向                   |

## 使用狀況
根據「長野縣統計書」，2018年（平成30年）度1日平均乘車人次為1,525人。
以下為乘客人次變化：
| 乘車人次變化       | 乘車人次變化     | 乘車人次變化    |
| 年度               | 1日平均 乘車人次 | 參考資料        |
| ------------------ | ---------------- | --------------- |
| 2000年（平成12年） | 1,877            | [ 利用客数 1 ]  |
| 2001年（平成13年） | 1,811            | [ 利用客数 2 ]  |
| 2002年（平成14年） | 1,746            | [ 利用客数 3 ]  |
| 2003年（平成15年） | 1,701            | [ 利用客数 4 ]  |
| 2004年（平成16年） | 1,635            | [ 利用客数 5 ]  |
| 2005年（平成17年） | 1,570            | [ 利用客数 6 ]  |
| 2006年（平成18年） | 1,484            | [ 利用客数 7 ]  |
| 2007年（平成19年） | 1,480            | [ 利用客数 8 ]  |
| 2008年（平成20年） | 1,509            | [ 利用客数 9 ]  |
| 2009年（平成21年） | 1,482            | [ 利用客数 10 ] |
| 2010年（平成22年） | 1,481            | [ 利用客数 11 ] |
| 2011年（平成23年） | 1,468            | [ 利用客数 12 ] |
| 2012年（平成24年） | 1,496            | [ 利用客数 13 ] |
| 2013年（平成25年） | 1,542            | [ 利用客数 14 ] |
| 2014年（平成26年） | 1,429            | [ 利用客数 15 ] |
| 2015年（平成27年） | 1,503            | [ 利用客数 15 ] |
| 2016年（平成28年） | 1,424            | [ 利用客数 15 ] |
| 2017年（平成29年） | 1,457            | [ 利用客数 15 ] |
| 2018年（平成30年） | 1,525            | [ 利用客数 16 ] |

## 車站周邊
車站周邊為郊外住宅區和設有數間學校，早上和黃昏會有學生使用此站。
- 清泉女學院大學（日语：清泉女学院大学）[1]
- 清泉女學院短期大學[1]
- 長野工業高等專門學校[1]
- 長野市立長野中學·高等學校（日语：長野市立長野中学校・高等学校）[1]（舊皐月高校，不是縣立長野高校）
- 獨立行政法人國立醫院機構（日语：国立病院機構）東長野醫院（日语：東長野病院）[1]
- 長野縣若槻護理學校（日语：長野県若槻養護学校）[1]
- 長野縣長野護理學校

## 巴士路線
在車站前於縣道設有長電巴士和長野市營巴士三才站巴士站。另外，從三才站出發或終點站的班次會駛入站前迴旋路。
長電巴士
- 63 三才線
  - 長野站 - 權堂 - 宇木（日语：三輪 (長野市)#旧町名） - 三才站 - 市民醫院（日语：長野市民病院） - 柳原（日语：柳原 (長野市)）
- 64 真田、三才線
  - 長野站 - 權堂 - 檀田（日语：檀田） - 三才站 - 市民醫院 - 柳原
- 161 淺川西條、市民醫院線（只於平日使用，班次很少）
  - 淺川西條（日语：浅川 (長野市)#浅川西条） - 若槻團地（日语：若槻団地） - 三才站 - 市民醫院 - 柳原
- 162 三才、東長野醫院線（只於平日使用，班次很少）
  - 東長野醫院（日语：東長野病院） ← 三才站 ← 市民醫院 ← 柳原

長野市營巴士
- 豐野線
  - 三才站 - 南鄉三 - 蘋果之湯 - 豐野站北出口 - 觀音堂前 - 豐野站南出口 - 長野市豐野分所 - 淺野站西團地 - 蟻崎公會堂、川谷
  - 三才站 - 南鄉三 - 蘋果之湯 - 豐野站北出口 - 觀音堂前 - 豐野站南出口 - 長野市豐野分所 - 泉平 - 上神代公會堂

## 其他
- 2008年3月9日，三越名古屋榮店專門店館「LACHIC（日语：ラシック）」開業3周年（3歲），在此站三才站內刊登子廣告[10]。

## 相鄰車站
信濃鐵道
■北信濃線、■JR飯山線（JR飯山線長野站至豐野站之間為信濃鐵道北信濃線區間）
北長野－三才－豐野

## 注腳

### 使用狀況
1. ↑  . 東日本旅客鉄道.   [2019-07-26]. （原始内容存档于2019-03-27） （日语）.
2. ↑  . 東日本旅客鉄道.   [2019-07-26]. （原始内容存档于2019-03-27） （日语）.
3. ↑  . 東日本旅客鉄道.   [2019-07-26]. （原始内容存档于2019-03-27） （日语）.
4. ↑  . 東日本旅客鉄道.   [2019-07-26]. （原始内容存档于2019-03-27） （日语）.
5. ↑  . 東日本旅客鉄道.   [2019-07-26]. （原始内容存档于2019-03-27） （日语）.
6. ↑  . 東日本旅客鉄道.   [2019-07-26]. （原始内容存档于2019-03-27） （日语）.
7. ↑  . 東日本旅客鉄道.   [2019-07-26]. （原始内容存档于2019-03-27） （日语）.
8. ↑  . 東日本旅客鉄道.   [2019-07-26]. （原始内容存档于2019-04-02） （日语）.
9. ↑  . 東日本旅客鉄道.   [2019-07-26]. （原始内容存档于2019-03-27） （日语）.
10. ↑  . 東日本旅客鉄道.   [2019-07-26]. （原始内容存档于2019-03-27） （日语）.
11. ↑  . 東日本旅客鉄道.   [2019-07-26]. （原始内容存档于2019-03-27） （日语）.
12. ↑  . 東日本旅客鉄道.   [2019-07-26]. （原始内容存档于2019-03-27） （日语）.
13. ↑  . 東日本旅客鉄道.   [2019-07-26]. （原始内容存档于2018-10-26） （日语）.
14. ↑  . 東日本旅客鉄道.   [2019-07-26]. （原始内容存档于2016-04-04） （日语）.
15. ↑   (PDF). 平成30年版長野市統計書. 長野市: 166. 2019-03  [2019-07-26]. （原始内容 (PDF)存档于2019-07-26） （日语）.
16. ↑   (XIS). 令和元年版長野市統計書. 長野市. 2020-03-25  [2020-04-01]. （原始内容存档于2020-04-01） （日语）.

## 外部連結
- 三才站 （页面存档备份，存于）（信濃鐵道官方網站）